# Arotrephes nivosus
Arotrephes nivosus là một loài tò vò trong họ Ichneumonidae.